# پرچم میزوری
پرچم میزوری در ۳ فوریه ۲۰۱۴ پذیرفته شد.